# Tartományi újjáépítési csoport

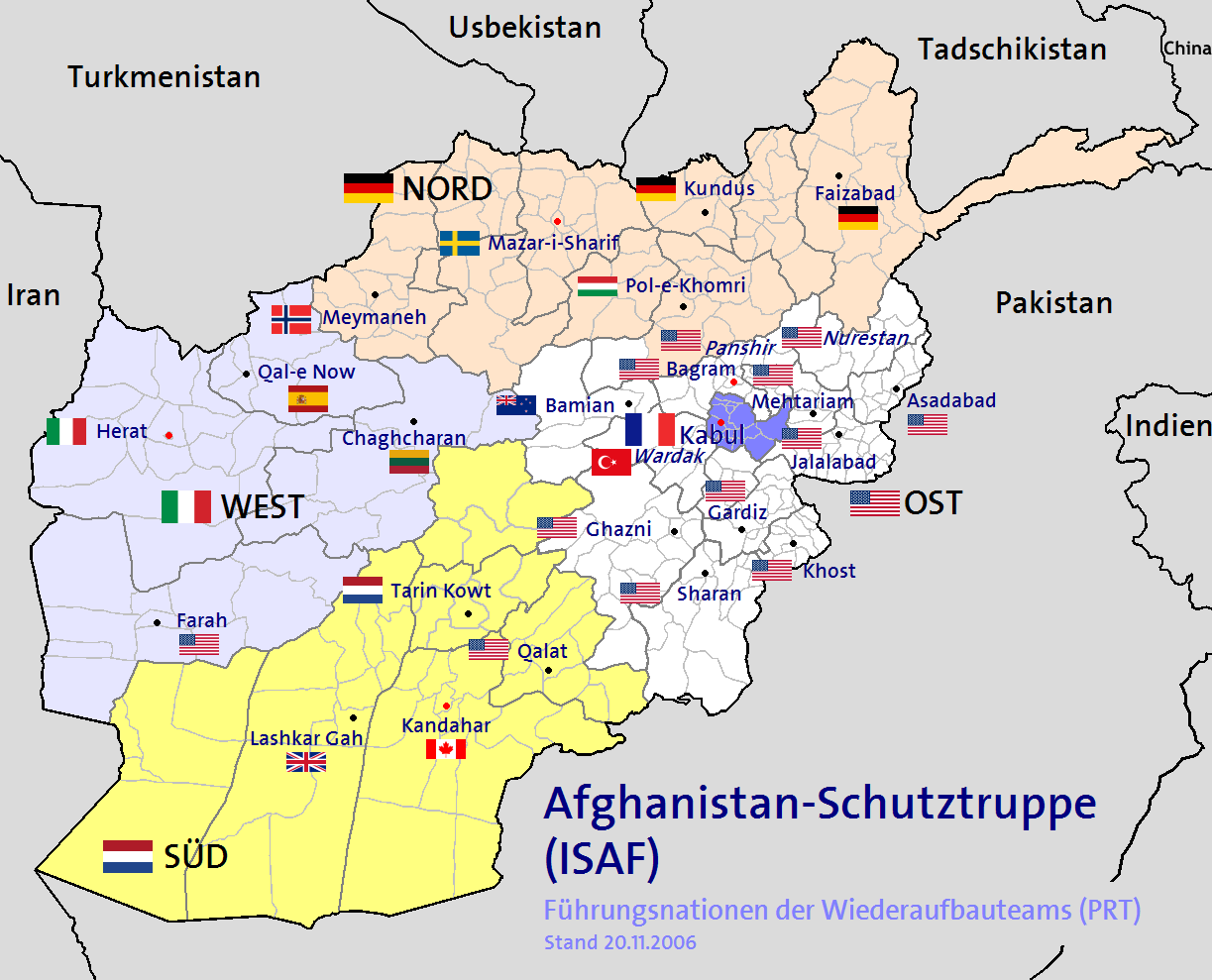
Az ISAF-csapatok elhelyezkedése 2006 novemberében

A Tartományi újjáépítési csoport (angolul Provincial reconstruction team – PRT) egy Afganisztánban települt műveleti bázis, melyről kiindulva hatvantól több mint százfős, polgári és katonai szakértőkből álló csoport egy-egy tartomány újjáépítési projektjein dolgozik, vagy a segítségnyújtásban részt vevő más szervezetek biztonságát szavatolja. Egy PRT-n belül általában 3-5 fő polgári személy dolgozik, a további létszámot katonai erő teszi ki. A PRT-ket nemzeti vagy nemzetközi biztonsági erők támogatják.
A PRT-ket eredetileg az Amerikai Egyesült Államok állította fel, mint a fővároson, Kabulon kívüli tartományok újjáépítési erőfeszítését megkönnyítő eszközt. Miután a 
NATO is belépett az afganisztáni békefenntartásba, az amerikai erők több PRT vezetését átadták a Nemzetközi Biztonsági Közreműködő Erőben (ISAF) részt vevő nemzetek békefenntartó erőinek.
A PRT magába foglal egy katonai komponenst (polgári ügyek, valamint a részt vevő erők védelme), segélyügynökségeket (például: USAID), civil vállalkozók (például: Kellogg, Brown and Root) és rendőri tanácsadók. A PRT felállításában, irányításában és működtetésében ma még jellemzően a részt vevő országok külügyminisztériumai illetékesek. Az utóbbi időben azonban a külügyön kívül az Egyesült Államok a mezőgazdasági minisztérium képviselőit is bevonja a PRT-k működtetésébe, hogy segítsenek az afgán mezőgazdaság talpra állításában.
PRT-k Afganisztán városaiban (és az azokat vezető nemzetek):
ISAF PRT-k
| Északi Regionális Parancsnokság (Mazari-Sarif – Németország) | Északi Regionális Parancsnokság (Mazari-Sarif – Németország) | Északi Regionális Parancsnokság (Mazari-Sarif – Németország)  |
| PRT székhely                                                 | Tartomány                                                    | Vezető nemzet                                                 |
| ------------------------------------------------------------ | ------------------------------------------------------------ | ------------------------------------------------------------- |
| Mazár-e Sarif                                                | Balh                                                         | Egyesült Királyság, majd Dánia/ Svédország, később Svédország |
| Kunduz                                                       | Konduz                                                       | USA, majd Németország/ Belgium/ Luxemburg                     |
| Majmana                                                      | Farjab                                                       | Egyesült Királyság, majd Norvégia                             |
| Fejzabád                                                     | Badakszán                                                    | Németország/ Dánia/ Csehország                                |
| Puli Kumri                                                   | Baglán                                                       | Hollandia, majd Magyarország                                  |
| Nyugati Regionális Parancsnokság (Herát – Olaszország)       |                                                              |                                                               |
| Herát                                                        | Herát                                                        | Olaszország                                                   |
| Csákcsárán                                                   | Gor                                                          | Litvánia                                                      |
| Faráh                                                        | Faráh                                                        | USA                                                           |
| Kalaje-Nau                                                   | Badgis                                                       | Spanyolország                                                 |
| Déli Regionális Parancsnokság (Kandahár – Hollandia)         |                                                              |                                                               |
| Kandahár                                                     | Kandahár                                                     | Hollandia, majd Kanada                                        |
| Tarin Kot                                                    | Uruzgán                                                      | USA, majd Hollandia/ Ausztrália                               |
| Kalat                                                        | Zabul                                                        | USA/ Románia                                                  |
| Laskargáh                                                    | Helmand                                                      | Egyesült Királyság/ Dánia/ Észtország                         |

CJTF-76 PRT-k
| Keleti Regionális Parancsnokság (Bagrám – USA) | Keleti Regionális Parancsnokság (Bagrám – USA) | Keleti Regionális Parancsnokság (Bagrám – USA) |
| PRT székhely                                   | Tartomány                                      | Vezető nemzet                                  |
| ---------------------------------------------- | ---------------------------------------------- | ---------------------------------------------- |
| Aszadabád                                      | Kumár                                          | USA                                            |
| Bámiján                                        | Bámiján                                        | Új-Zéland                                      |
| Mejdan Sár                                     | Vardak                                         | USA Gazniból, majd Törökország                 |
| Gardéz                                         | Paktia                                         | USA                                            |
| Gazni                                          | Gazni                                          | USA                                            |
| Dzsalálábád                                    | Nargarhár                                      | USA                                            |
| Hóst                                           | Hóst                                           | USA                                            |
| Nurisztán                                      | Nurisztán                                      | USA                                            |
| Mentarlam                                      | Lagmán                                         | USA                                            |
| Bagram                                         | Parvan                                         | USA/ Dél-Korea Csarikárból, majd USA           |
| Saran                                          | Paktika                                        | USA                                            |
| Pandzsír                                       | Pandzsír                                       | USA/ Dél-Korea Csarikárból, majd USA           |

A kanadai erők hasonló szolgálattal rendelkeznek civil-katonai együttműködés elnevezéssel.

## Magyar részvétel
A NATO felkérésére, a magyar kormány döntése alapján 2006. október 1-jétől magyar erők vették át a hollandoktól a baglani PRT működtetését, 2 év időtartamra. A magyar vezetésű újjáépítési csoport a teljes műveleti készenlétet 2007. április 1-jére érte el. A PRT alapját a már korábban is Afganisztánban (Kabul) szolgáló katonai kontingens adta. A magyar vállalás célja, hogy a PRT révén a tartomány lakosai megfelelő ivóvízhez, egészségügyi ellátáshoz jussanak, továbbá, hogy a csoport támogatást nyújtson az igazságszolgáltatási, a közigazgatási, az oktatási és a mezőgazdasági rendszer kialakításában, és az infrastrukturális fejlesztésekben.

## Külső kapcsolatok
- Magyar Honvédség PRT a honvedelem.hu oldalain
- Provincial Reconstruction Teams – Global Security (angolul)
- Provincial Reconstruction Teams and Humanitarian–Military Relations in Afghanistan – Save the Children (angolul)